# Leopold Kupelwieser
Leopold Kupelwieser (17. října 1796 Markt Piesting, 17. listopadu 1862 Vídeň) byl rakouský malíř figurálních obrazů, portrétista a ilustrátor v období od klasicismu, přes romantismus až po historismus.

## Život a dílo

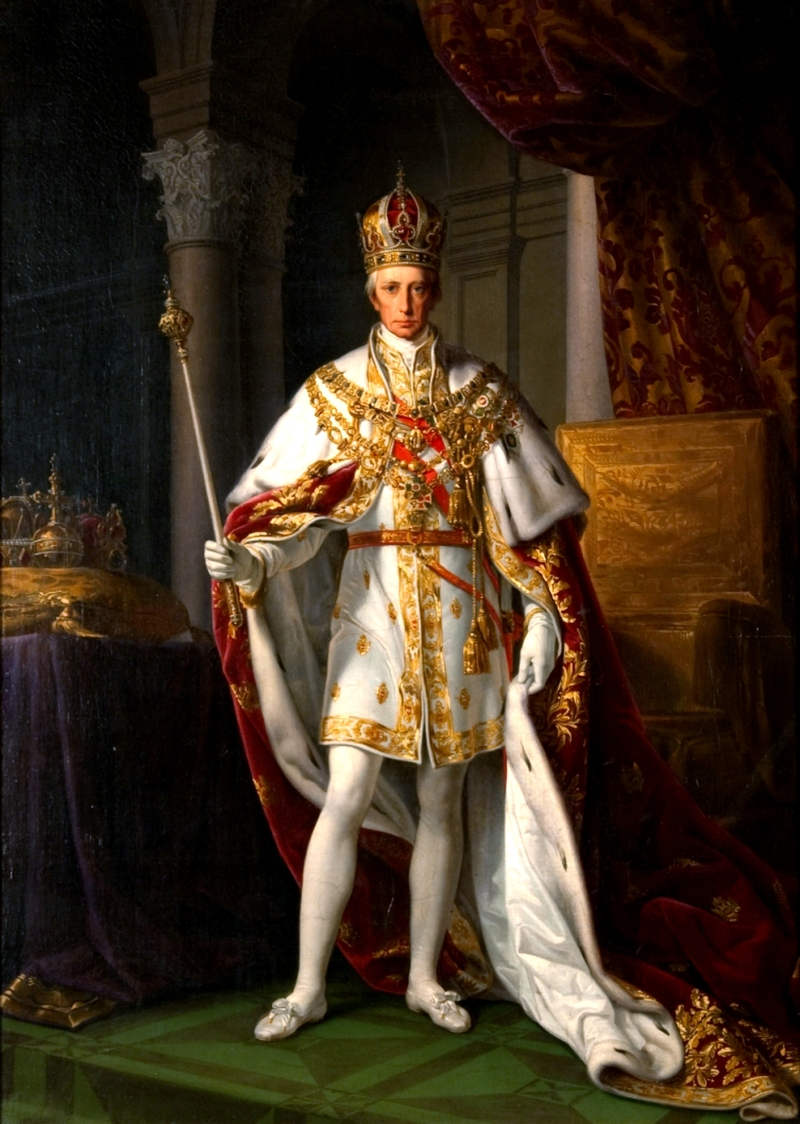
Portrét císaře Františka I., 1830

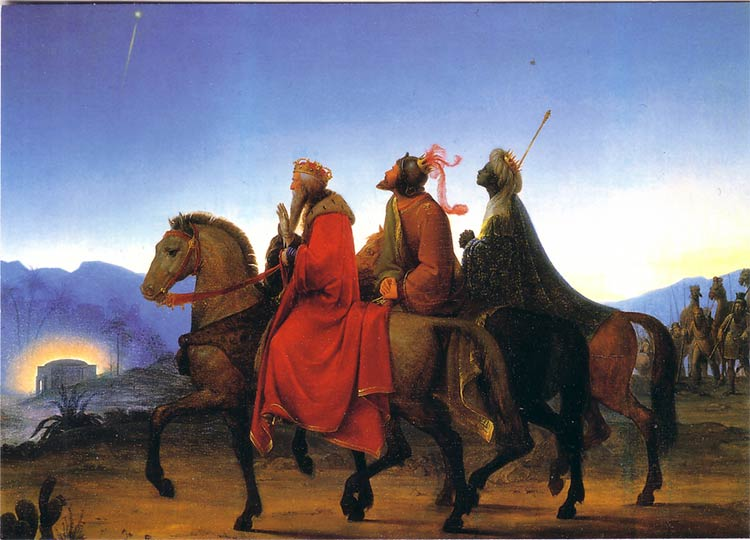
Tři mudrci na cestě do Betléma

Narodil se v rodině Johanna Baptisty Georga Kiliana Kupelwiesera (1760–1813), spolumajitele továrny na kovové nádobí. Jeho talent v dětství rozpoznal a podporoval sochař Franz Anton von Zauner. Navštěvoval Akademické gymnasium, a v roce 1809, tedy ve dvanácti letech, začal studovat na Akademii výtvarných umění ve Vídni, kde zůstal až do roku 1823. Jeho profesory byli Johann Baptista Lampi, F. Caucig a J. Redl. Následoval studijní pobyt v Římě, kde se v roce 1824 dostal pod vliv Fridricha Overbecka a hnutí německých nazarénů. Jeho mecenášem byl ruský šlechtic Alexej Sergejevič Berezin, po jehož smrti se vrátil do Vídně a živil se především jako ilustrátor a malíř portrétů, výjimečně maloval vývěsní štíty obchodů a v závěrečném období tvorby pouze oltářní obrazy a fresky.
Jeho bratr byl divadelní režisér Josef Kupelwieser, který napsal libreto k opeře Fierrabras Franze Schuberta. Oba bratři náleželi ke spolku Schubertových přátel, zvaném „Schubertianové“. Léto trávili na zámku Atzenbrugg, západně od Vídně. V roce 1826 se Leopold oženil s Marií Johannou Augustinou Lutzovou.
V roce 1837 byl Kupelwieser jmenován profesorem historické malby na Akademii ve Vídni. Jedním z jeho žáků zde byl také sochař Franz Pönninger.
V roce 1850 byl vyznamenán Rytířským křížem Řádu Františka Josefa I. Jeho pozdější dílo byly zásadně oltářní obrazy a fresky. Kromě Vídně, Klosterneuburgu a Retze maloval oltářní obrazy také pro Jindřichův Hradec (sv. Jan Nepomucký, 1827), pro Pécs, Kalocsu či Kodaň. V šedesáti letech onemocněl vlivem chladu a vlhka při malování fresek na mokrou omítku a s tvorbou skončil.
K vrcholům jeho portrétní tvorby patří reprezentativní portrét císaře Františka I. v korunovačním plášti a s korunovačními insigniemi, z roku 1830, nyní ve Vojenském historickém muzeu ve Vídni .